# 佐藤正尭
佐藤 正尭（さとう まさたか、1996年4月16日 - ）は、愛知県津島市出身の元プロ野球選手（捕手）。右投右打。

## 経歴

### プロ入り前
中学2年生の時に、津島市立藤浪中学校から高知県の明徳義塾中学校へ転入。転入後は、軟式野球部のエース兼4番打者として、チームを四国大会優勝・全国大会進出に導いた。
愛知啓成高校への進学を機に愛知県へ帰郷。同校では、主に投手兼遊撃手として、1年生の時からレギュラーの座を確保した。また。野球選手としては小柄（身長168cm）ながら、在学中には通算で44本塁打を放った。3年生だった2014年には、春季県大会で優勝。チームは東海大会に進出したが、準決勝で三重に敗れた。また、夏の甲子園・愛知県大会では、4回戦で高蔵寺高校に完封負けを喫した。
佐藤を視察していた北海道日本ハムファイターズの熊崎誠也・東海地区担当スカウトなどからの勧めで、夏の県大会敗退後に同球団の入団テストを受験。テスト後のプロ野球ドラフト会議で、捕手として9巡目指名を受けたことから、契約金1,000万円、年俸470万円（金額は推定）という条件で入団した。愛知啓成高校出身のプロ野球選手は、森越祐人に次いで2人目であった。

### 日本ハム時代
2015年にはイースタン・リーグ公式戦56試合に出場。捕手として20試合でマスクを被ったほか、21試合で一塁、3試合で三塁を守った。捕手としてフル出場を果たした5月4日の対埼玉西武ライオンズ戦（ファイターズ鎌ケ谷スタジアム）では7回裏の第3打席で山口嵩之からプロ初本塁打となる満塁本塁打を放った。さらに8回裏の第4打席でも3点二塁打を放って1試合7打点を記録し、チームもこの回だけで9点を奪った末、13-11で逆転勝ちを収めた。しかしシーズンを通じて記録した本塁打はこの1本だけで、打率.156、8打点という成績にとどまった。結局、一軍公式戦への出場機会がないまま10月23日に球団から戦力外通告を受けた。

### 日本ハム退団後
独立リーグの四国アイランドリーグplusが2015年11月14日にパナソニックベースボールスタジアムで開催した関西トライアウトに参加。1次テストに合格したが、ドラフト会議での指名には至らなかった。
2016年からは履正社医療スポーツ専門学校の野球コースへ入学する。同コースが企業チームの「履正社学園」として日本野球連盟へ加盟しているため、学業と並行しながらプレーを続けていたが、同年11月からは地元愛知県の和合病院に就職し軟式野球部に所属している。

## 選手としての特徴・人物
- 高校時代に、投手としてストレートで最速145km/h[6]、遠投で120メートルを記録[3]。また、捕手以外のポジションをすべて経験した[15][5]。
- 高校時代まで捕手としてのプレー経験がなかった佐藤を、日本ハムが捕手として指名したのは、強靱な身体や入団テストでも披露した強肩に捕手への適性を見出したことによる[5][16]。また、入団の時点では、気持ちの強さや野球に対する愚直な取り組みがスカウトから高く評価されていた[16]。

## 詳細情報

### 年度別打撃成績
- 一軍公式戦出場なし

### 背番号
- 69 （2015年）